# Frank Gaines
Frank Brandon Gaines (Fort Lauderdale, 7 luglio 1990) è un cestista statunitense.

## Palmarès

### Club
- Campionato portoghese: 1

Benfica: 2021-22

### Individuale
- NBA Development League Most Improved Player Award (2014)
- All-NBDL All-Rookie First Team (2014)